# Porotrichum confertum
Porotrichum confertum là một loài rêu trong họ Neckeraceae. Loài này được Mitt. mô tả khoa học đầu tiên năm 1885.